# Vicariato Apostólico de Méndez
O Vicariato Apostólico de Méndez (em latim: Apostolicus Vicariatus Mendezensis) é uma circunscrição missionária da Igreja Católica Romana.
Sua sede, a Catedral Virgem Puríssima de Macas, está localizada na cidade de Macas, na província de Morona-Santiago, no Equador. É isento, ou seja, diretamente sujeito à Santa Sé, não faz parte de nenhuma província eclesiástica.

## História
Em 17 de fevereiro de 1893, o Papa Leão XIII instituiu o Vicariato Apostólico de Méndez y Gualaquiza a partir do Vicariato Apostólico de Napo.
O Papa Pio XII abreviou seu nome para Vicariato Apostólico de Méndez em 12 de abril de 1951.

## Bispos

### Ordinários Titulares
Até agora, todos os seus vigários apostólicos são membros da ordem missionária dos Salesianos (SDB)
Vigários apostólicos de Méndez y Gualaquiza
- Santiago (Giacomo) Costamagna, SDB † 1921 (18 de março de 1895 - 1919)
- Domenico Comin, SDB (1920.03.05 - 1951.04.12 cfr. Infra

Vigários apostólicos de Méndez
- Domenico Comin, SDB ( cfr. Supra; 1951.04.12 - 1963.08.17)
- José Félix Pintado Blasco, SDB † (17 de agosto de 1963 - 24 de janeiro de 1981)
- Teodoro Luis Arroyo Robelly, SDB † (24 de janeiro de 1981 - 1 de julho de 1993)
- Pietro Gabrielli, SDB (1 de julho de 1993 - 15 de abril de 2008)
- Néstor Montesdeoca Becerra, SDB (15 abr 2008 - presente)

### Vigário Apostólico Coadjutor
- José Félix Pintado Blasco, SDB † (13 de novembro de 1958 - 17 de agosto de 1963)